# خاصیت توپولوژیکی
در توپولوژی و شاخه‌های مرتبط با آن در ریاضیات، خاصیت توپولوژیکی (به انگلیسی: Topological Property) یا ناوردای توپولوژیکی (به انگلیسی: Topological Invariant)، خاصیتی از فضای توپولوژیکی است که تحت هومئومورفیسم‌ها ناوردا باشد؛ یعنی، خاصیتی از فضای توپولوژیکی که فضاهای هومئومورف با {\displaystyle X} نیز آن را دربرداشته باشند. به‌طور غیررسمی، خاصیت توپولوژیکی، خاصیتی از فضا است که می‌توان آن را با استفاده از مجموعه‌های باز بیان نمود.
مسئله‌ای رایج در توپولوژی، تصمیم‌گیری در مورد این است که دو فضای توپولوژیکی با یکدیگر هومئومورف هستند یا خیر. برای اثبات این که دو فضا هومئومورف نیستند، کافی است که خاصیت توپولوژیکی را پیدا کنیم که بینشان مشترک نباشد.

## ارجاعات
- مشارکت‌کنندگان ویکی‌پدیا. «Topological Property». در دانشنامهٔ ویکی‌پدیای انگلیسی، بازبینی‌شده در ۳۰ مهٔ ۲۰۲۱.